# Manassès de Pas

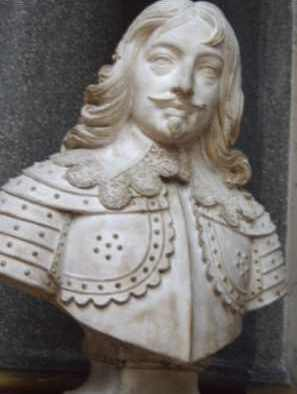
Büste in der Schlachtengalerie des Schloss Versailles

Manassès de Pas, Marquis de Feuquières (* 1. Juni 1590 in Saumur; † 13. März 1640 bei Thionville) war ein französischer Feldherr unter König Ludwig XIII. und Sondergesandter des Kardinals Richelieu.

## Leben
Der Adlige entstammte einer alten, seit der Zeit der Kreuzzüge bekannten Familie aus dem Artois, die ihren Namen vom Ort Pas im heutigen Département Pas-de-Calais erhielt. Sie herrschte über Feuquières. Manassès trat als 13-Jähriger in den Kriegsdienst ein, wurde 1625 Maréchal de camp (Generalmajor), machte ab 1629 als solcher acht Feldzüge mit und stieg im Jahr 1637 zum Generalleutnant auf.
Bei der Belagerung von La Rochelle im Jahr 1628 wurde er von Hugenotten gefangen genommen. Seine Vorstellungen trugen viel zur Übergabe des Ortes bei. Danach war er in Südfrankreich eingesetzt. Es folgten militärische Aufgaben in Lothringen. Er war mit der Einrichtung einer französischen Garnison im Ort Moyenvic betraut.
1632 ging er als Gesandter Richelieus nach Deutschland, war unter anderem in Gespräche mit Wallenstein involviert und hielt Kontakte zu den protestantischen Höfen und zum Heilbronner Bund. Frankreich förderte in diesen Jahren den weiteren Fortgang der kriegerischen Auseinandersetzungen der Fürsten mit dem Habsburger Kaiser. Feuquières handelte ein engeres Bündnis zwischen Schweden und Frankreich aus, das zum Vertrag von Paris (1634) führte.
1636 wurde der Marquis Statthalter der Stadt und Provinz Verdun. Er kommandierte die französischen Einheiten, die zusammen mit der Armee des Herzogs Bernhard von Sachsen-Weimar operierten. In den Jahren 1637, 1638 und 1639 nahm er zusammen mit dem von Frankreich unterstützten Herzog an Feldzügen gegen die kaiserlichen Söldner teil. 1639 belagerte er die Festung Diedenhofen im Herzogtum Luxemburg. Feuquières leistete dem mit Übermacht zum Entsatz herbeirückenden kaiserlichen General Ottavio Piccolomini hartnäckigen Widerstand, geriet aber hier nach der verlorenen Schlacht am 7. Juni 1639 in Gefangenschaft und starb an seinen im Kampf erlittenen Blessuren am 13. März 1640.
Der Marquis verfasste Mémoires sur ses Négociations en Allemagne, die in Paris im Jahr 1753 in 3 Bänden erschienen.
Sein Sohn Isaac de Pas, Marquis de Feuquières vertrat als Botschafter in Stockholm und Madrid französische Interessen.